# Luciano Borgognoni
Luciano Borgognoni (Gallarate, 12 ottobre 1951 – Gallarate, 2 agosto 2014) è stato un ciclista su strada e pistard italiano.
Da dilettante vinse, nel 1971, il titolo mondiale nell'inseguimento a squadre, partecipando anche ai Giochi olimpici 1972 a Monaco di Baviera. Professionista su strada dal 1973 al 1982, vinse due tappe al Giro d'Italia e due titoli italiani di inseguimento individuale.

## Carriera
Figlio di un meccanico di biciclette di Cedrate, nelle categorie giovanili vestì le maglie della Cedratese e del Velo Club Varese Luigi Ganna, mettendosi in evidenza con numerosissimi successi sia su strada che su pista. Tra i dilettanti vestì i colori dell'AVC diretta da Renato Morandi, mettendosi in evidenza anche in Nazionale. In maglia azzurra conquistò nel 1971, proprio a Varese, il titolo mondiale nell'inseguimento a squadre in quartetto con Giacomo Bazzan, Pietro Algeri e Giorgio Morbiato. L'anno dopo vinse invece il titolo mondiale militari di inseguimento a squadre a Parigi e partecipò ai Giochi olimpici di Monaco di Baviera.
La sua esperienza olimpica fu particolarmente sfortunata: presentatosi nelle qualificazioni della prova a squadre con gli stessi tre compagni "mondiali" dell'anno precedente, pur correndo per ultimi e potendo quindi avere un riferimento sui quartetti avversari, ottenne con il quartetto solo il nono posto, il primo degli eliminati, mancando per soli 21 centesimi di secondo, a favore della Bulgaria, l'accesso ai quarti di finale. Nei giorni precedenti Borgognoni era stato anche il rappresentante italiano nella gara dell'inseguimento individuale: passate le qualificazioni con il quarto miglior tempo, dovette cedere nei quarti di finale allo svizzero Xaver Kurmann, che si aggiudicherà in seguito la medaglia d'argento.
Passato professionista nel 1973 con la Dreherforte di Luciano Pezzi, vinse nel 1974 la prima edizione del Giro del Friuli e una tappa al Giro di Sardegna, e l'anno successivo alcuni circuiti tra cui il Gran Premio Cemab a Mirandola. La sua stagione più ricca di successi fu quella del 1977, quando, con la maglia della Vibor diretta da Italo Zilioli, si aggiudicò due frazioni al Giro d'Italia, la seconda a Foggia e quella conclusiva di Milano, la Milano-Vignola e una tappa al Giro della Sicilia.
Parallelamente all'attività professionistica su strada, si dedicò ancora a quella su pista: da pro conquistò due titoli italiani di inseguimento individuale, nel 1974 e nel 1976, piazzandosi anche secondo nel 1975 e nel 1978; fu inoltre quarto di specialità ai Campionati del mondo 1980 a Besançon. Si ritirò dall'attività a fine 1982, dopo dieci stagioni tra i professionisti e nove partecipazioni al Giro d'Italia.

## Palmarès

### Strada
- 1971 (dilettanti)

Targa d'Oro Città di Legnano
- 1974 (Dreherforte, due vittorie)

4ª tappa Giro di Sardegna (Thiesi > Alghero)
Giro del Friuli
- 1975 (Zonca, una vittoria)

Circuito di Viareggio
Gran Premio Cemab
- 1977 (Vibor, quattro vittorie)

2ª tappa, 1ª semitappa Giro d'Italia (Foggia > Foggia)
22ª tappa Giro d'Italia (Milano > Milano)
Milano-Vignola
1ª tappa Giro di Sicilia (Monreale > Capo d'Orlando)

#### Altri successi
- 1978 (Vibor)

Cronostaffetta
- 1981 (Hoonved-Bottecchia)

1ª tappa, 2ª semitappa Giro d'Italia (Lignano Sabbiadoro > Bibione, cronosquadre)

### Pista
- 1971

Campionati del mondo, Inseguimento a squadre (Varese)
- 1973

Campionati italiani, Inseguimento individuale indoor
- 1974

Campionati italiani, Inseguimento individuale
- 1976

Campionati italiani, Inseguimento individuale

## Piazzamenti

### Grandi Giri
- Giro d'Italia

1973: 94º
1974: ritirato (21ª tappa)
1975: 23º
1977: 53º
1978: 57º
1979: ritirato (14ª tappa)
1980: ritirato (13ª tappa)
1981: 54º
1982: ritirato
- Tour de France

1976: ritirato (10ª tappa)

### Classiche monumento
- Milano-Sanremo

1973: 70º
1974: 26º
1978: 26º
1979: 6º
1981: 18º

### Competizioni mondiali
- Campionati del mondo su strada

Leicester 1970 - In linea Dilettanti: 26º
Mendrisio 1971 - Cronosquadre: 4º
- Campionati del mondo su pista

Varese 1971 - Inseguimento a squadre: vincitore
Monteroni 1976 - Inseguimento ind. Professionisti: 5º
Besançon 1980 - Inseguimento ind. Professionisti: 4º
- Giochi olimpici

Monaco 1972 - Inseguimento individuale: 5º
Monaco 1972 - Inseguimento a squadre: 9º